# Zámecký pivovar v Roudnici nad Labem
Zámecký pivovar se nachází na úpatí vyvýšeniny, na níž stojí lobkovický zámek ve městě Roudnici nad Labem v okrese Litoměřice v Ústeckém kraji. Barokní budova pivovaru, upravená přestavbami v 19. století, je zapsaná v Ústředním seznamu kulturních památek České republiky.

## Historie
Kníže Václav Eusebius Popel z Lobkovic převzal správu rodinného majetku v roce 1635 a v polovině 17. století zahájil rozsáhlou přestavbu roudnického zámku. Na této přestavbě se podíleli italští stavitelé Pietro de Colombo, Francesco Caratti a od roku 1667 Antonio della Porta, jako konzultant zde v té době figuroval i Carlo Lurago. Antonio della Porta se během svého života podílel na stavbách a přestavbách četných objektů na panstvích Lobkoviců na území pozdějšího roudnického vévodství a také v Zaháni v Dolním Slezsku.

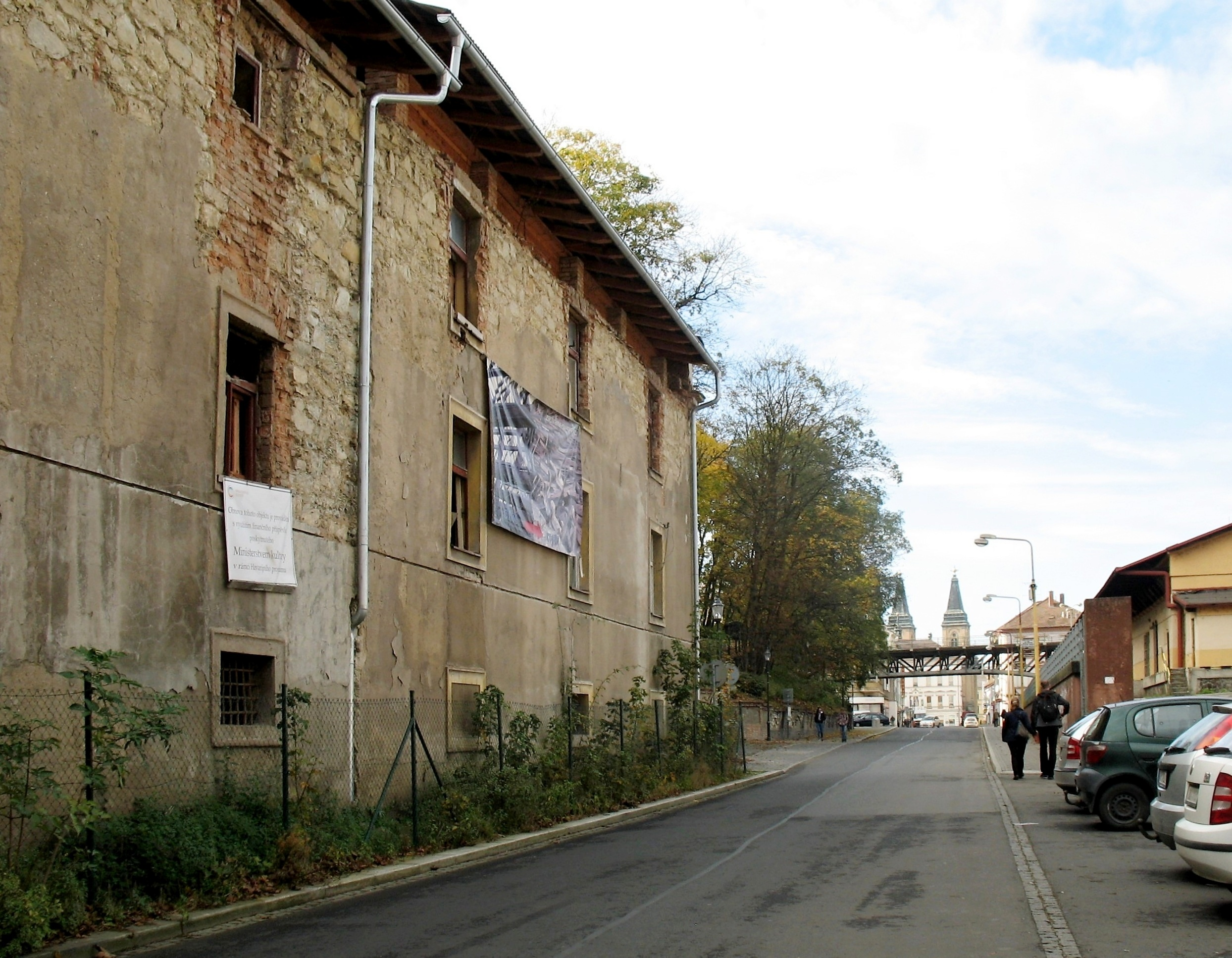
Fasáda pivovaru směrem do Poděbradovy ulice (rok 2017)

Zámecký pivovar byl vybudován v Roudnici v první polovině 70. let 17. století (pozn.: v památkové dokumentaci se uvádí rok 1672, avšak jiné zdroje zmiňují, že pivo se zde začalo vařit až v roce 1676). Bylo to za zdejšího působení stavitele Antonia della Porty v době, kdy postavení Václava Eusebia Popela z Lobkovic na dvoře císaře a krále Leopolda I. dosahovalo vrcholu. Původní budova pivovaru ze 17. století byla vybudována jako rozsáhlý trojkřídlý objekt.
V závěru první poloviny 19. století, při stavbě železnice z Prahy do Podmokel, byly vykoupeny některé pozemky v okolí včetně části pivovaru. V důsledku výstavby roudnického nádraží, které bylo uvedeno do provozu 1. června 1850, byla dvě křídla původní budovy pivovaru zbořena a zbylé křídlo bylo přestavěno. V letech 1930 až 1932 byla naproti pivovaru postavena nová nádražní budova ve funkcionalistickém stylu. V době protektorátu byl roudnickým Lobkovicům, kteří vystupovali na obranu československého státu a národa, jejich majetek zabaven nacisty. Mezi roky 1945 až 1948 jim byl opět navrácen, avšak definitivně byl veškerý lobkovický majetek znárodněn po únoru 1948, což se týkalo i roudnického pivovaru.

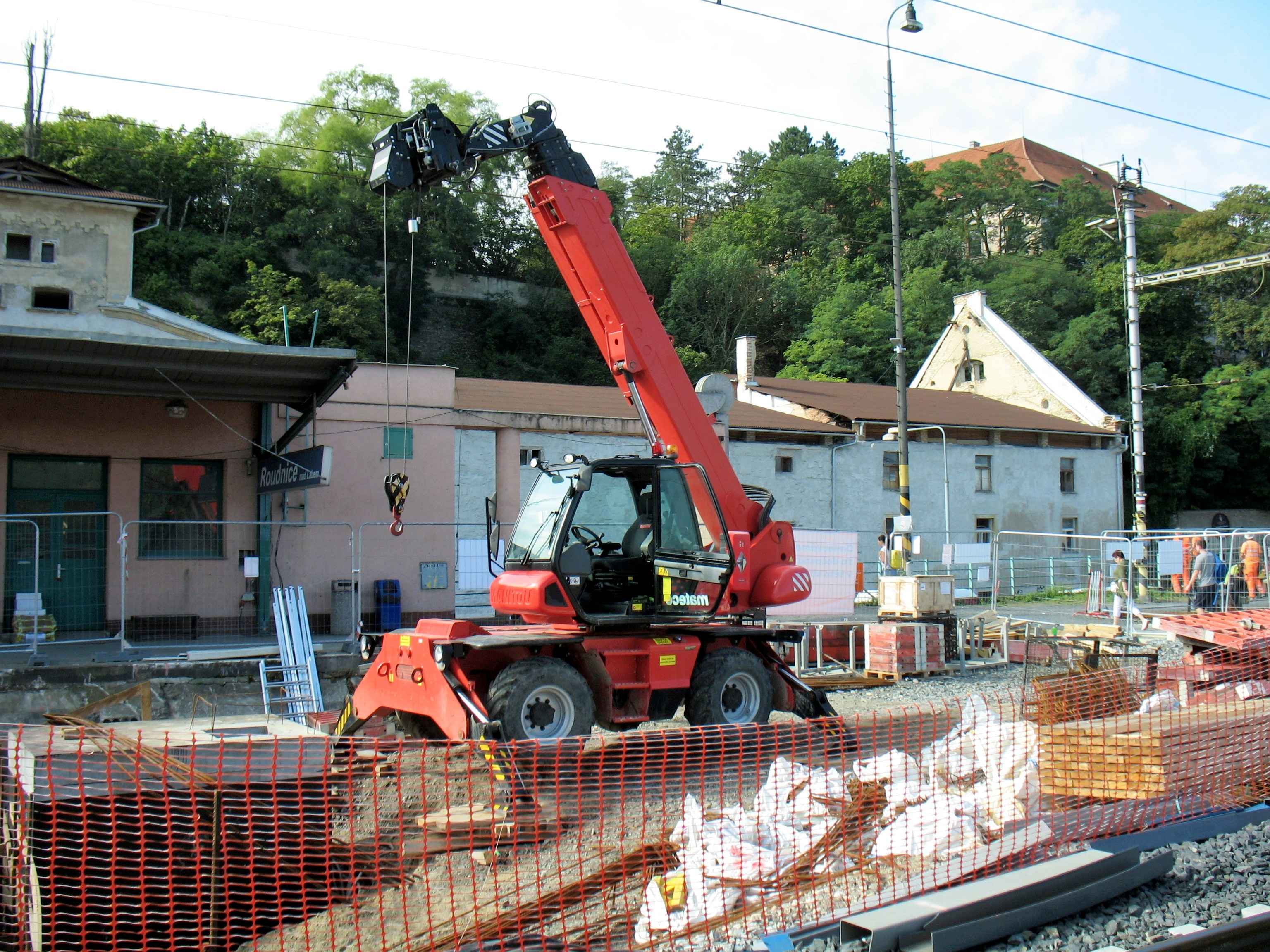
Roudnické nádraží během modernizace v roce 2022. V pozadí je pivovar a na návrší nad ním zámek

Pivovar byl v provozu až do 70. let 20. století, po ukončení produkce piva sloužil jako skladiště. Po konkursu v roce 2001 chátrající budovu získal americký občan John D. Bailey z Texasu, který zde představil své plány na proměnu bývalého pivovaru v multifunkční objekt, jehož součástí by byl hotel, restaurace, výstavní sál a další provozy. Nic z toho však nezačal realizovat a pivovar se postupně stával ruinou. Na základě rozhodnutí stavebního úřadu přistoupilo město ve druhé dekádě března roku 2010 k demontáží a odstranění původních barokních krovů. které již hrozily zřícením. Náklady na tyto práce činily 3 855 511 Kč. Bylo rozhodnuto, že částka bude vymáhána po vlastníkovi objektu a pokud nebude uhrazena, město za ni získá pozemky pivovaru, na kterých místo historické budovy hodlá vybudovat parkovací dům s obchody. Proti demolici historických krovů pivovaru a jejich rozřezání sepsali roudničtí občané petici, propadající se střecha pivovaru bylo přesto odstraněna. O rok později rozhodl okresní soud v Litoměřicích, že Baileyova společnost Pivovar s.r.o. jako vlastník pivovaru má zaplatit městu 5,2 milionu korun za demolici střechy a další zabezpečovací práce. V roce 2012 město koupilo památku v dražbě za 3,3 miliónu Kč a v roce 2014 se začalo pracovat na zastřešení objektu a plánech jeho dalšího využití.